# Sulfato de hidrazina
Sulfato de hidrazina é um sal proveniente da hidrazina com o ácido sulfúrico. Conhecido com o nome comercial de Sehydrin, ele é um composto químico que tem sido utilizado em tratamentos alternativos contra perda de apetite (anorexia) e perda de peso (caquexia) quando associados ao diagnóstico de câncer.                                       